# Max von Hausen
Max Clemens Lothar von Hausen, född 17 december 1846 i Dresden, död där 19 april 1922, var en sachsisk friherre, militär och politiker. 
Hausen blev 1864 officer vid infanteriet samt deltog i tyska enhetskriget 1866 och fransk-tyska kriget 1870–71. Han blev överste och regementschef 1890, generalmajor 1893, generallöjtnant och divisionschef 1897, chef för 12:e (sachsiska) armékåren 1900 och general inom infanteriet 1901. Han var sachsisk stats- och krigsminister 1902–14 (från 1910 generalöverste och generaladjutant hos kungen). 
Vid krigsutbrottet 1914 återkallades Hausen i tjänst och placerades såsom chef för 3:e armén, vilken vid framryckningen i Frankrike hade sin plats i mitten och framgångsrikt kämpade vid Dinant den 23 augusti samt därefter besatte Reims. I slaget vid Marne den 7–10 september, slets Hausens armé, då bestående av tre sachsiska armékårer, mellan 2:a armén till höger och 4:e till vänster om sig samt tvingades den 10 september att deltaga i det allmänna återtåget. På grund av sjukdom måste han den 16 september lämna sitt befäl och återvända till hemorten (chefskapet över 3:e armén övertogs av Karl von Einem).
Hausen skildrade sin armés deltagande i kriget i Erinnerungen an den Marnefeldzug (1920).